# Bilan saison par saison de la JS Kabylie
Le bilan saison par saison de la JS Kabylie retrace le parcours de la JS Kabylie depuis ses débuts en compétition en 1946.

## Bilan saison par saison
- Avant l'indépendance, de nombreux résultats manquent, il n'est inscrit dans le tableau les résultats connus. Quand il n'y a pas de résultats, il est laissé un blanc.
- Depuis leurs créations les compétitions de clubs continentales se sont déroulées sur une année civile avant le changement sur le modèle européen en 2018. Ainsi par exemple, quand la JSK a gagné le championnat lors de la saison 1976-1977, elle a été qualifiée pour la Coupe d'Afrique des clubs champions 1978 qui est à cheval sur les saisons 1977-1978 et 1978-1979. Pour le tableau, ci-dessous, on mettra les résultats de coupe à l'européenne, dans cet exemple, nous mettrons le résultat de la JSK lors de la saison 1977-1978.
- Un "et" pour les entraîneurs signifie que les entraîneurs nommés ont officié en duo. Une "," signifie qu'il y a eu plusieurs entraîneurs dans la saison.
- La guerre d'Algérie provoque l'arrêt du football entre 1956 et 1962.

| Saison    | Championnat | Cls | Pts | J  | G  | N  | P  | Bp | Bc | Diff | Coupe nationale                                          | Coupe d'Afrique                 | Buteur                           | Buts                          | Entraineur                                                                            |
| --------- | ----------- | --- | --- | -- | -- | -- | -- | -- | -- | ---- | -------------------------------------------------------- | ------------------------------- | -------------------------------- | ----------------------------- | ------------------------------------------------------------------------------------- |
| 1946-1947 | D7 3F/A     | 3   | 58  | 22 | 16 | 4  | 2  | 53 | 18 | 35   | Ne participe pas                                         |                                 | Iratni Saïd (manque des données) | +11 buts (manque des données) | Ali Benslama                                                                          |
| 1947-1948 | D6 2F/A     | 3   | 31  | 14 | 6  | 5  | 3  | 29 | 17 | 12   | 2e tour,.                                                |                                 |                                  |                               | Ali Benslama                                                                          |
| 1948-1949 | D6 2F/A     | 1   | 38  | 14 | 12 | 0  | 2  | 9  | 4  | 5    | -                                                        |                                 | nc                               |                               | Hassan Hamoutène                                                                      |
|           | D6 Barrage  | 4   | 3   | 3  | 0  | 0  | 3  | 3  | 8  | -5   |                                                          |                                 |                                  |                               |                                                                                       |
| 1949-1950 | D6 2F/A     | 1   | 32  | 12 | 9  | 2  | 1  |    |    |      | 4e t.                                                    |                                 | nc                               |                               | Ali Benslama                                                                          |
|           | D6 Barrage  |     | 5   | 2  | 1  | 1  | 0  | 4  | 3  | 1    |                                                          |                                 |                                  |                               |                                                                                       |
| 1950-1951 | D5 1F/A     | 2   | 43  | 18 | 10 | 5  | 3  | 38 | 25 | 13   | 3e t.                                                    |                                 | nc                               |                               | Ali Benslama                                                                          |
|           | D5 Barrage  | 3   | 2   | 2  | 0  | 0  | 2  | 2  | 4  | -2   |                                                          |                                 |                                  |                               |                                                                                       |
| 1951-1952 | D5 1F/A     | 6   | 32  | 18 | 5  | 4  | 9  | 35 | 33 | 2    | 2e t.                                                    |                                 | nc                               |                               | Mansour Abtouche                                                                      |
| 1952-1953 | D5 1F/A     |     | 42  | 18 | 9  | 6  | 3  | 34 | 12 | 22   | nc                                                       |                                 | nc                               |                               | Mansour Abtouche                                                                      |
| 1953-1954 | D5 1F/A     | 2   | 46  | 18 | 12 | 4  | 2  | 38 | 15 | 23   | nc                                                       |                                 | nc                               |                               | Mansour Abtouche                                                                      |
| 1954-1955 | D4/A        | 4   | 46  | 22 | 9  | 6  | 7  | 42 | 28 | 14   | 7e t.                                                    |                                 | Cherrak (manque des données)     | 7 buts (manque des données)   | Mansour Abtouche                                                                      |
|           |             |     |     |    |    |    |    |    |    |      | 1e t.                                                    |                                 |                                  |                               |                                                                                       |
| 1955-1956 | D4/A        | 11  | 29  | 17 | 3  | 4  | 10 | 26 | 44 | -18  | 5e t                                                     |                                 | nc                               |                               | Mansour Abtouche                                                                      |
|           |             |     |     |    |    |    |    |    |    |      | 1e t.                                                    |                                 |                                  |                               |                                                                                       |
| 1962-1963 | D4          | 2   | 47  | 18 | 13 | 3  | 2  | 50 | 15 | 35   | 5e t.                                                    |                                 | Abbès                            | 15 buts                       | Hassan Hamoutène                                                                      |
| 1963-1964 | D3          | 8   | 61  | 30 | 10 | 11 | 9  | 31 | 34 | -3   | 6e t.                                                    | -                               | El Kolli                         | 5 buts                        | Hassan Hamoutène                                                                      |
| 1964-1965 | D3          | 3   | 63  | 26 | 14 | 9  | 3  | 58 | 34 | 24   | 6e t.                                                    | -                               |                                  |                               | Hassan Hamoutène                                                                      |
| 1965-1966 | D3          | 5   | 65  | 30 | 12 | 11 | 7  | 45 | 32 | 13   | 1/32 f.                                                  | -                               | Arezki Kouffi                    | 7 buts                        | Hassan Hamoutène et Amar Haouchine                                                    |
| 1966-1967 | D3          | 2   | 50  | 22 | 11 | 6  | 5  | 28 | 20 | 8    | 1/32 f.                                                  | -                               | nc                               |                               | Mehdi Defnoun                                                                         |
| 1967-1968 | D3          | 1   | 59  | 21 | 18 | 2  | 1  | 50 | 11 | 39   | 1/32 f.                                                  | -                               | Arezki Kouffi                    | 25 buts                       | Ali Benfadah                                                                          |
| 1968-1969 | Div 2       | 1   | 53  | 22 | 12 | 7  | 3  | 39 | 13 | 26   | 1/16 f.                                                  | -                               | Mourad Derridj et Arezki Kouffi  | 19 buts                       | Ali Benfadah                                                                          |
| 1969-1970 | Div 1       | 6   | 43  | 22 | 7  | 7  | 8  | 28 | 30 | -2   | 1/4 f.                                                   | -                               | Arezki Kouffi                    | 12 buts                       | Jean Lemaître et Mohamed Nassou                                                       |
| 1970-1971 | Div 1       | 7   | 44  | 22 | 8  | 6  | 8  | 30 | 37 | -7   | 1/8 f.                                                   | -                               | nc                               |                               | Abdelaziz Ben Tifour et Abderrahmane Boubekeur                                        |
| 1971-1972 | Div 1       | 9   | 59  | 30 | 10 | 9  | 11 | 38 | 42 | -4   | 1/32 f.                                                  | -                               | Mourad Derridj                   | 13 buts                       | Abderrahmane Boubekeur                                                                |
| 1972-1973 | Div 1       | 1   | 69  | 30 | 13 | 13 | 4  | 42 | 28 | 14   | 1/4 f.                                                   | -                               | Mourad Derridj                   | 15 buts                       | Popescu                                                                               |
| 1973-1974 | Div 1       | 1   | 71  | 30 | 17 | 7  | 6  | 43 | 32 | 11   | 1/2 f. Trophée des champions                             | Finaliste CMCC                  | nc                               |                               | Peter Matiga avec Joùan Cestic et Kamel Tahir                                         |
| 1974-1975 | Div 1       | 7   | 62  | 30 | 11 | 10 | 9  | 39 | 27 | 12   | 1/4 f.                                                   | -                               | Rachid Dali                      | 10 buts                       | Bazyl Marian, Christian Banjou et Amar Rouaï                                          |
| 1975-1976 | Div 1       | 3   | 69  | 30 | 16 | 7  | 7  | 42 | 23 | 19   | 1/8 f.                                                   | -                               | nc                               |                               | Christian Banjou, Abderrahmane Boubekeur                                              |
| 1976-1977 | Div 1       | 1   | 66  | 26 | 17 | 6  | 3  | 57 | 27 | 30   | Vainqueur Coupe d'Algérie                                | -                               | Mokrane Baïleche                 | 26 buts                       | André Nagy, Mahieddine Khalef et Djaâfar Harouni                                      |
| 1977-1978 | Div 1       | 2   | 61  | 26 | 13 | 9  | 4  | 45 | 24 | 21   | 1/32 f.                                                  | 1/4 f. C1                       | nc                               |                               | Mahieddine Khalef et Stefan Zywotko                                                   |
| 1978-1979 | Div 1       | 2   | 60  | 26 | 13 | 8  | 5  | 32 | 16 | 16   | Finaliste                                                | -                               | nc                               |                               | Mahieddine Khalef et Stefan Zywotko                                                   |
| 1979-1980 | Div 1       | 1   | 73  | 30 | 15 | 13 | 2  | 48 | 22 | 26   | 1/2 f.                                                   | -                               | nc                               |                               | Mahieddine Khalef et Stefan Zywotko                                                   |
| 1980-1981 | Div 1       | 2   | 64  | 28 | 15 | 6  | 7  | 50 | 28 | 22   | 1/8 f.                                                   | Vainqueur C1                    | nc                               |                               | Mahieddine Khalef et Stefan Zywotko                                                   |
| 1981-1982 | Div 1       | 1   | 70  | 30 | 14 | 12 | 4  | 40 | 22 | 18   | 1/8 f.                                                   | 1/16 f. C1 Supercoupe d'Afrique | Lyes Bahbouh                     | 11 buts                       | Mahieddine Khalef et Stefan Zywotko                                                   |
| 1982-1983 | Div 1       | 1   | 71  | 30 | 17 | 7  | 6  | 37 | 22 | 15   | 1/8 f.                                                   | 1/8 f. C1                       | Rachid Baris                     | 11 buts                       | Mahieddine Khalef et Stefan Zywotko                                                   |
| 1983-1984 | Div 1       | 3   | 64  | 30 | 13 | 8  | 9  | 43 | 24 | 19   | 1/2 f.                                                   | 1/2 f. C1                       | Nacer Bouiche                    | 17 buts                       | Mahieddine Khalef et Stefan Zywotko                                                   |
| 1984-1985 | Div 1       | 1   | 87  | 38 | 19 | 11 | 8  | 58 | 18 | 40   | 1/16 f.                                                  | -                               | Nacer Bouiche                    | 16 buts                       | Mahieddine Khalef et Stefan Zywotko                                                   |
| 1985-1986 | Div 1       | 1   | 98  | 38 | 27 | 6  | 5  | 89 | 22 | 67   | Vainqueur Coupe d'Algérie                                | 1/8 f. C1                       | Nacer Bouiche                    | 46 buts                       | Mahieddine Khalef et Stefan Zywotko                                                   |
| 1986-1987 | Div 1       | 6   | 41  | 38 | 14 | 13 | 11 | 45 | 31 | 14   | 1/8 f.                                                   | -                               | Nacer Bouiche                    | 12 buts                       | Mahieddine Khalef et Stefan Zywotko                                                   |
| 1987-1988 | Div 1       | 2   | 37  | 34 | 12 | 13 | 9  | 31 | 26 | 5    | 1/4 f.                                                   | -                               | Nacer Bouiche                    | 13 buts                       | Mahieddine Khalef et Stefan Zywotko                                                   |
|           |             |     |     |    |    |    |    |    |    |      |                                                          | CACC 3e                         | nc                               |                               |                                                                                       |
| 1988-1989 | Div 1       | 1   | 37  | 30 | 14 | 9  | 7  | 36 | 22 | 14   | 1/4 f.                                                   | -                               | Nacer Bouiche                    | 20 buts                       | Mahieddine Khalef et Stefan Zywotko                                                   |
| 1989-1990 | Div 1       | 1   | 39  | 30 | 17 | 5  | 8  | 41 | 16 | 25   | Coupe d'Algérie non jouée                                | Vainqueur C1                    | Nacer Bouiche                    | 13 buts                       | Fergani et Stefan Zywotko                                                             |
|           |             |     |     |    |    |    |    |    |    |      |                                                          | CACC 3e                         | nc                               |                               |                                                                                       |
| 1990-1991 | Div 1       | 4   | 34  | 30 | 14 | 6  | 10 | 34 | 23 | 11   | Finaliste                                                | 1/8 f. C1                       | Abderrazak Djahnit               | 15 buts                       | Nour Benzekri et Stefan Zywotko                                                       |
| 1991-1992 | Div 1       | 13  | 26  | 30 | 8  | 10 | 12 | 26 | 31 | -5   | Vainqueur Coupe d'Algérie                                | -                               | Tarek Hadj Adlane                | 15 buts                       | Benzekri                                                                              |
| 1992-1993 | Div 1       | 4   | 36  | 30 | 12 | 12 | 6  | 36 | 17 | 19   | Coupe d'Algérie non jouée Vainqueur Supercoupe d'Algérie | 1/4 f. C2                       | Tarek Hadj Adlane                | 14 buts                       | Saâdi                                                                                 |
| 1993-1994 | Div 1       | 3   | 35  | 30 | 14 | 7  | 9  | 42 | 23 | 19   | Vainqueur Coupe d'Algérie                                | -                               | Tarek Hadj Adlane                | 23 buts                       | Harouni et Djamel Menad                                                               |
| 1994-1995 | Div 1       | 1   | 40  | 30 | 16 | 8  | 6  | 49 | 25 | 24   | 1/16 f.                                                  | Vainqueur C2                    | Tarek Hadj Adlane                | 30 buts                       | Harouni et Djamel Menad                                                               |
|           |             |     |     |    |    |    |    |    |    |      |                                                          | CACC 1/2                        | nc                               |                               |                                                                                       |
| 1995-1996 | Div 1       | 5   | 45  | 30 | 13 | 6  | 11 | 34 | 29 | 5    | 1/8 f.                                                   | 1/2 f. C1 Finaliste             | Tarek Hadj Adlane                | 12 buts                       | Harouni et Djamel Menad                                                               |
| 1996-1997 | Div 1       | 8   | 41  | 30 | 12 | 5  | 13 | 35 | 41 | -6   | 1/8 f.                                                   | -                               | Hakim Boubrit                    | 6 buts                        | Kamel Mouassa                                                                         |
| 1997-1998 | Div 1       | 4   | 22  | 14 | 6  | 4  | 4  | 14 | 11 | 3    | 1/16 f.                                                  | -                               | Mourad Ait Tahar                 | 9 buts                        | Kamel Mouassa                                                                         |
| 1998-1999 | Div 1       | 2   | 52  | 27 | 16 | 4  | 7  | 49 | 18 | 31   | Finaliste                                                | -                               | Farid Ghazi                      | 23 buts                       | Kamel Mouassa et Djaâfar Aït-Mouloud                                                  |
| 1999-2000 | Super Div   | 6   | 29  | 22 | 7  | 8  | 7  | 21 | 24 | -3   | 1/2 f.                                                   | 1/4 f. C3                       | Fawzi Moussouni & Hocine Gasmi   | 7 buts                        | Mustapha Biskri et Mourad Rahmouni, Janko Guelov et Rachid Adghigh                    |
| 2000-2001 | Super Div   | 3   | 52  | 30 | 16 | 4  | 10 | 47 | 28 | 19   | 1/32 f.                                                  | Vainqueur C3 1/4 f. C3          | Fawzi Moussouni                  | 15 buts                       | Nedjmeddine Belayachi, Mahieddine Khalef et Nacer Sandjak, Harouni                    |
| 2001-2002 | Super Div   | 2   | 52  | 30 | 15 | 7  | 8  | 47 | 24 | 23   | 1/2 f.                                                   | Vainqueur C3 1/4 f. C3          | Mounir Dob                       | 14 buts                       | Mouassa                                                                               |
| 2002-2003 | Div 1       | 4   | 49  | 30 | 13 | 10 | 7  | 38 | 24 | 14   | 1/4 f.                                                   | Vainqueur C3 1/4 f. C3          | Farouk Belkaid                   | 9 buts                        | Jean-Yves Chay, Harouny, Nacer Sandjak                                                |
| 2003-2004 | Div 1       | 1   | 61  | 30 | 17 | 10 | 3  | 40 | 21 | 19   | Finaliste                                                | 1/4 f. C3                       | Moussa Saib                      | 10 buts                       | Nacer Sandjak, Azzedine Ait Djoudi et Moussa Saïb                                     |
| 2004-2005 | Div 1       | 2   | 54  | 30 | 16 | 6  | 8  | 44 | 22 | 22   | 1/32 f.                                                  | 1/16 f. C1                      | Hamid Berguiga                   | 18 buts                       | Kamel Mouassa et Moussa Saïb, Christian Coste et Kamel Aouis                          |
| 2005-2006 | Div 1       | 1   | 58  | 30 | 17 | 7  | 6  | 47 | 21 | 26   | 1/2 f.                                                   | 1/4 f. C1                       | Hamid Berguiga                   | 22 buts                       | René Taelman, Jean-Yves Chay                                                          |
| 2006-2007 | Div 1       | 2   | 52  | 30 | 14 | 10 | 6  | 33 | 20 | 13   | 1/2 f.                                                   | 1/4 f. C1                       | Cheick Oumar Dabo                | 27 buts                       | Carlos da Cunha, Azzedine Ait Djoudi                                                  |
| 2007-2008 | Div 1       | 1   | 59  | 30 | 18 | 5  | 7  | 46 | 24 | 22   | 1/32 f.                                                  | 1/8 f. C1 + 1/4 f. C3           | Nabil Hemani                     | 19 buts                       | Moussa Saïb                                                                           |
| 2008-2009 | Div 1       | 2   | 59  | 32 | 15 | 14 | 3  | 38 | 19 | 19   | 1/32 f.                                                  | 1/16 f. C1                      | Adlène Bensaïd                   | 10 buts                       | Alexendru Moldovan, Younès Ifticen, Jean-Christian Lang                               |
|           |             |     |     |    |    |    |    |    |    |      |                                                          | 3e CNACC                        |                                  |                               |                                                                                       |
| 2009-2010 | Div 1       | 3   | 54  | 34 | 15 | 9  | 10 | 40 | 28 | 12   | 1/2 f.                                                   | 1/2 f. C1                       | Sid Ali Yahia Cherif             | 11 buts                       | Jean-Christian Lang, Mourad Karouf, Alain Geiger                                      |
| 2010-2011 | Ligue 1     | 11  | 37  | 30 | 10 | 7  | 13 | 26 | 37 | -11  | Vainqueur Coupe d'Algérie                                | 1/4 f. C3                       | Farès Hemitti                    | 13 buts                       | Alain Geiger, Rachid Belhout, Moussa Saïb                                             |
| 2011-2012 | Ligue 1     | 9   | 41  | 30 | 10 | 11 | 9  | 29 | 23 | 6    | 1/8 f.e                                                  |                                 | Salim Hanifi                     | 12 buts                       | Moussa Saïb, Meziane Ighil, Mourad Karouf                                             |
| 2012-2013 | Ligue 1     | 7   | 41  | 30 | 11 | 8  | 11 | 32 | 31 | 1    | 1/16 f.e                                                 |                                 | Ahmed Messadia                   | 11 buts                       | Amrouche                                                                              |
| 2013-2014 | Ligue 1     | 2   | 54  | 30 | 15 | 9  | 6  | 39 | 21 | 18   | Finaliste                                                |                                 | Albert Ebossé Bodjongo           | 23 buts                       | Azzedine Aït Djoudi                                                                   |
| 2014-2015 | Ligue 1     | 12  | 39  | 30 | 11 | 6  | 13 | 33 | 35 | -2   | 1/4 f.e                                                  |                                 | Ali Rial                         | 12 buts                       | Jean-Guy Wallemme                                                                     |
| 2015-2016 | Ligue 1     | 3   | 45  | 30 | 12 | 9  | 9  | 27 | 27 | 0    | 1/4 f.e                                                  |                                 | Banou Diawara                    | 11 buts                       | Kamel Mouassa                                                                         |
| 2016-2017 | Ligue 1     | 11  | 38  | 30 | 8  | 14 | 8  | 20 | 24 | -4   | 1/4 f.e                                                  | Deuxième tour C3                | Mohamed Boulaouidet              | 15 buts                       | Kamel Mouassa, Sofiene Hidoussi et Lakhdar Adjali, Mourad Rahmouni et Fawzi Moussouni |
| 2017-2018 | Ligue 1     | 11  | 36  | 30 | 8  | 12 | 10 | 34 | 39 | -5   | Finaliste                                                |                                 | Mehdi Benaldjia                  | 12 buts                       | Nourredine Sâadi                                                                      |
| 2018-2019 | Ligue 1     | 2   | 52  | 30 | 15 | 7  | 8  | 38 | 25 | 13   | 1/32 f.e                                                 |                                 | Rezki Hamroune                   | 9 buts                        | Franck Dumas                                                                          |
| 2019-2020 | Ligue 1     | 4   | 36  | 22 | 10 | 6  | 6  | 27 | 18 | 9    | 1/32 f.e                                                 | Phase de poule C1               | Hamza Banouh                     | 7 buts                        | Hubert Velud, Yamen Zelfani                                                           |
| 2020-2021 | Ligue 1     | 5   | 61  | 38 | 17 | 10 | 11 | 44 | 33 | 11   | Annulée Vainqueur Coupe de la Ligue                      | Finaliste C3                    | Rédha Bensayah                   | 10 buts                       | Yamen Zelfani, Youcef Bouzidi, Denis Lavagne                                          |
| 2021-2022 | Ligue 1     | 2   | 61  | 34 | 16 | 13 | 5  | 40 | 20 | 20   | Coupe d'Algérie annulée                                  | Barrage C3                      | Rédha Bensayah                   | 10 buts                       | Henri Stambouli, Ammar Souayah                                                        |
| 2022-2023 | Ligue 1     | 14  | 39  | 30 | 10 | 9  | 11 | 35 | 26 | 9    | 1/16                                                     | 1/4 f. C1                       | Mouaki                           | 14 buts                       | José Riga, Abdelkader Amrani, Miloud Hamdi, Youcef Bouzidi                            |
| 2023-2024 | Ligue 1     | 7   | 42  | 30 | 10 | 12 | 8  | 33 | 27 | 6    | 1/32                                                     |                                 | Redouane Berkane                 | 8 buts                        | Youcef Bouzidi, Rui Almeida, Azzedine Aït Djoudi, Abdelkader Bahloul et Rabah Bensafi |
| 2024-2025 | Ligue 1     | 2   | 56  | 30 | 16 | 8  | 6  | 42 | 27 | 15   | 1/16                                                     |                                 | Redouane Berkane                 | 10 buts                       | Abdelhak Benchikha Josef Zinnbauer                                                    |
| 2025-2026 | Ligue 1     |     |     |    |    |    |    |    |    |      | 1/32                                                     | Premier tour                    |                                  |                               | Josef Zinnbauer                                                                       |
| Saison    | Championnat | Cls | Pts | J  | G  | N  | P  | Bp | Bc | Diff | Coupe nationale                                          | Coupe d'Afrique                 | Buteur                           | Buts                          | Entraineur                                                                            |

Champ = Championnat; Cl = Classement; Pts = Points; J = Matchs Joués durant le Championnat; G = Matchs Gagnés; N = Matchs Nuls; P = Matchs Perdus; Bp = Buts Pour; Bc = Buts Contre; Dif = Différence de buts

M. Buteur = Meilleur Buteur en Championnat; B = Buts Marqués par le Meilleur Buteur en Championnat;

 C1 : Coupe des clubs champions entre 1964 et 1997, Ligue des Champions depuis 1998  ;
 C2 Coupe des Coupes jusqu'en 2003;
 C3 : Coupe de la CAF entre 1992 et 2003, Coupe de la confédération depuis 2004.
champion, vainqueur ou meilleur buteurvice-champion ou finalistepromubarrage de promotionreléguébarrage de relégation
Compétitions maghrébines et nord-africaines

CMCC : Coupe du Maghreb des Clubs Champions

CNACC : Coupe Nord-Africaine des Clubs Champions

CNAVC : Coupe Nord-Africaine des Vainqueurs de Coupe

Compétitions arabes

CACC : Coupe Arabe des Clubs Champions

## Statistiques

### Championnat d'Algérie
La JS Kabylie fait son entrée dans le Championnat d'Algérie en première division, lors de la saison 1969-1970.
Après une seule année en deuxième division, où elle fut sacrée championne lors de la saison 1968-1969. Elle a disputé à ce jour depuis son entrée en 1969, la totalité des saisons en première division, soit 57 saisons, faisant d'elle le quatrième club le plus capé dans cette compétition. Elle partage cette place avec le club algérois du MC Alger. Pour être complet avec ce classement, l'ES Sétif occupe la troisième place avec 58 saisons joués tandis que le MC Oran occupe la première place et a disputé 61 saisons dans l'élite en compagnie du CR Belouizdad.
La JSK est le seul club de l'élite à n'avoir jamais connu la relégation en deuxième division, depuis son entrée en 1969.
Sur les 1709 matchs joués, la JSK présente un ratio de 777 matchs gagnés, 494 nuls pour 438 perdus. Le ratio de buts est de 2237 buts inscrits pour 1485 concédés donnant une différence de buts de +752.
Elle détient le record de matches gagnés et de buts marqués.
Le club du Djurdjura est le plus titré d'Algérie toutes compétitions confondues. Elle détient le plus grand nombre de titres de champion d'Algérie, avec quatorze victoires. Le premier de ces titres a été acquis lors de la saison 1972-1973, quant au dernier, il date de la saison 2007-2008.
La JSK a notamment été 13 fois dauphin et 6 fois troisième, ce qui constitue un record également pour ces deux places symboliques.
L'équipe des canaris, si l'on se réfère à ces résultats a donc été présente 33 fois sur le podium.
Les lions du Djurdjura réalisent leur plus mauvaise saison en terminant à la treizième place du championnat, lors de la saison 1991-1992. Ils réalisent leur meilleure saison en terminant champion avec 98 points au compteurs, lors de la saison 1985-1986.
Quant au titre le moins prolifique, il fut remporté lors de la saison 1988-1989, avec 37 points seulement au compteur.
La JSK réalisa également deux fois le doublé Coupe d'Algérie- Championnat d'Algérie, lors des saisons: 1976-1977 ; 1985-1986.
Elle réalise aussi quatre doublés en championnat (c'est-à-dire remporter deux fois de suite le championnat d'Algérie), lors des saisons : 1972-1973, 1973-1974 ; 1981-1982, 1982-1983 ; 1984-1985, 1985-1986 ; 1988-1989, 1989-1990.

### Coupe d'Algérie
La Coupe d'Algérie est une compétition qui concerne les clubs professionnels et amateurs du football algérien.
La JSK est le premier club kabyle à avoir gagné la Coupe d'Algérie.
| Année | Vainqueur      | Score         | Finaliste      |
| ----- | -------------- | ------------- | -------------- |
| 1977  | JS Kabylie     | 2-1           | NA Hussein Dey |
| 1979  | NA Hussein Dey | 2-1           | JS Kabylie     |
| 1986  | JS Kabylie     | 1-0           | WKF Collo      |
| 1991  | USM Bel-Abbès  | 2-0           | JS Kabylie     |
| 1992  | JS Kabylie     | 1-0           | ASO Chlef      |
| 1994  | JS Kabylie     | 1-0           | AS Aïn M'lila  |
| 1999  | USM Alger      | 2-0           | JS Kabylie     |
| 2004  | USM Alger      | 0-0 (5-4 Tab) | JS Kabylie     |
| 2011  | JS Kabylie     | 1-0           | USM El Harrach |
| 2014  | MC Alger       | 1-1 (5-4 Tab) | JS Kabylie     |
| 2018  | USM Bel-Abbès  | 2-1           | JS Kabylie     |

### Coupe de la Ligue
La Coupe de la Ligue est une compétition qui concerne les clubs  professionnelles algériens (Ligue 1 et Ligue 2).
La JSK est le premier club kabyle à avoir gagné la Coupe de la Ligue.
| Année | Vainqueur  | Score                | Finaliste |
| ----- | ---------- | -------------------- | --------- |
| 2021  | JS Kabylie | 2 -2(a.p.) (4-1 Tab) | NC Magra  |

### Supercoupe d'Algérie
La Supercoupe d'Algérie est une rencontre jouée entre le vainqueur de la Coupe d'Algérie ou la Coupe de la Ligue et le Champion d'Algérie. La première apparition de ce trophée date de l'année 1992, elle aura cours jusqu'en 1995, puis sera remise au goût du jour en 2006. À noter également, pour être complet, que les éditions 2008 et 2021 fut annulées, pour diverses raisons. La JS Kabylie participa à quatre finales sur six possibles, voici les résultats de son parcours :
| Année | Vainqueur     | Score               | Finaliste     |
| ----- | ------------- | ------------------- | ------------- |
| 1992  | JS Kabylie    | 2-2(a.p.) (6-5 Tab) | MC Oran       |
| 1994  | US Chaouia    | 1-0                 | JS Kabylie    |
| 1995  | CR Belouizdad | 1-0                 | JS Kabylie    |
| 2006  | MC Alger      | 2-1                 | JS Kabylie    |
| 2008  | JS Kabylie    | Annulée             | JSM Béjaïa    |
| 2021  | JS Kabylie    | Annulée             | CR Belouizdad |

Elle détient le record du plus grand nombre de participations à cette compétition, avec quatre finales disputées pour une victoire et trois défaites.

### Ligue des champions de la CAF
C'est la meilleure compétition de clubs du football africains.
La JSK est le premier club algérien à avoir gagné deux fois la compétition.
| Année | Vainqueur  | Score                   | Finaliste        |
| ----- | ---------- | ----------------------- | ---------------- |
| 1981  | JS Kabylie | 5-0 (cumulée)           | AS Vita Club     |
| 1990  | JS Kabylie | 1-1 (cumulée) (5-3 Tab) | Nkana Red Devils |

### Coupe d'Afrique des vainqueurs de coupe
C'est une ancienne compétition qui concerner les clubs africains vainqueurs de leurs coupe nationale.
La JSK est le seul club algérien à avoir gagné cette compétition.
| Année | Vainqueur  | Score         | Finaliste     |
| ----- | ---------- | ------------- | ------------- |
| 1995  | JS Kabylie | 3-2 (cumulée) | Julius Berger |

### Coupe de la CAF/Coupe de la confédération
C'est la deuxième compétition de clubs du football africain, son nom change en 2004 à la suite de la fusion de la Coupe d'Afrique des vainqueurs de coupe et la Coupe de la CAF.
La JSK est le seul club algérien à avoir gagné cette compétition.
Le club réalise un triplé historique (première fois au monde qu'un club réalise le triplé en C3 continentale).
| Année | Vainqueur       | Score         | Finaliste        |
| ----- | --------------- | ------------- | ---------------- |
| 2000  | JS Kabylie      | 1-1 (cumulée) | Ismaily SC       |
| 2001  | JS Kabylie      | 2-2 (cumulée) | ES Sahel         |
| 2002  | JS Kabylie      | 4-1 (cumulée) | Tonnerre Yaoundé |
| 2021  | Raja Casablanca | 2-1           | JS Kabylie       |

### Supercoupe de la CAF
La Supercoupe de la CAF met en opposition le vainqueur de la Ligue des champions de la CAF au vainqueur de la Coupe de la confédération (avant 2004 c'était le vainqueur de la Coupe d'Afrique des vainqueurs de coupe).
La JSK, grâce à sa victoire en Coupe d'Afrique des clubs champions en 1981, est invité à disputer un tournoi à Abidjan en 1982 pour l'obtention de la première Supercoupe d'Afrique et la gagne face aux Camerounais de l'Union Douala 1-1 puis 4-3 aux tirs au but.
La JSK grâce à sa victoire en Coupe d'Afrique des vainqueurs de coupe en 1995, le club obtient le droit de disputer la Supercoupe de la CAF face au vainqueur de la Ligue des champions le club sud-africain des Orlando Pirates. La JSK s'inclinera 1-0.
| Année | Vainqueur       | Score               | Finaliste    |
| ----- | --------------- | ------------------- | ------------ |
| 1982  | JS Kabylie      | 1-1(a.p.) (4-3 Tab) | Union Douala |
| 1996  | Orlando Pirates | 1-0                 | JS Kabylie   |